# とたけけ (どうぶつの森)
とたけけ（英語: K.K. SliderまたはK.K.、8月23日生）は、どうぶつの森シリーズのキャラクター。どうぶつの森シリーズの中でも人気のあるキャラクターとされ、シリーズ第1作の『どうぶつの森』での初登場以降、全作品で登場している。作品内では住民にライブ演奏を行うミュージシャンという役割であり、ゲーム内アイテムとしてアルバムを購入できる。
モデルは任天堂の作曲家で、どうぶつの森シリーズのサウンドディレクターを務める戸高一生。戸高自身もライブこそ行わないものの、会社内でよくギターを弾くという。なお、「とたけけ」という名前は、当の戸高が学生時代、ゲームキャラクターにうっかり「とたけけ」と付けてしまったことに由来している。
どうぶつの森シリーズ以外では『大乱闘スマッシュブラザーズ for Nintendo 3DS / Wii U』と『大乱闘スマッシュブラザーズ SPECIAL』でMiiファイターコスチュームとして登場した。

## 容姿
ギターを持ち、服を着ないジャック・ラッセル・テリアという姿であるが、『とびだせ どうぶつの森』では帽子をかぶることもあり、『どうぶつの森 ポケットキャンプ』ではクラブDJを務めるときに「K.K.」という文字つきのTシャツを着る。
『どうぶつの森 amiiboフェスティバル』ではサイコロを振るという仕様上、ギターを持たず、代わりにギターケースを背負うデザインになった。

## どうぶつの森シリーズにおける役割

### どうぶつの森
とたけけはどうぶつの森シリーズ第1作の『どうぶつの森』（NINTENDO 64、2001年）で初登場した。作中では土曜日の夜に村を訪れ、駅前でプレイヤーや住民のリクエストを受けて演奏するギタリストであり、演奏が終わるとプレイヤーに演奏した曲のコピー（エアチェック）をアイテムとして与える。プレイヤーは家のラジオでとたけけの曲を再生できる。この役割はシリーズ本編の作品を通してほとんど同じであり、『とびだせ どうぶつの森』（ニンテンドー3DS、2012年）以降は「DJ K.K」という仮名でディスクジョッキーも務めている。
『どうぶつの森』ではとたけけの曲が合計で55曲収録された。また、『どうぶつの森+』での役割は『どうぶつの森』と全く同じである。

### おいでよ どうぶつの森
『おいでよ どうぶつの森』（ニンテンドーDS）では土曜日の夜（20時から24時まで）に博物館の地下にある喫茶店で演奏する。プレイヤーに演奏した曲のコピーを与えるという点では『どうぶつの森』と同じであるが、それまでのシリーズ作品と異なり、20時前に話しかけることができる。

### 街へいこうよ どうぶつの森
『街へいこうよ どうぶつの森』（Wii）における役割は、『おいでよ どうぶつの森』での役割と全く同じである。

### とびだせ どうぶつの森
『とびだせ どうぶつの森』（ニンテンドー3DS）では土曜日の夜に「CLUB 444」（英: Club LOL）でライブを行い、これまでの作品と同様に演奏した曲のコピーをプレイヤーに与える。土曜日以外では「DJ K.K」という仮名でCLUB 444のクラブDJを務める。

### あつまれ どうぶつの森
『あつまれ どうぶつの森』（Nintendo Switch）で登場しており、発売時点でとたけけの曲が95曲収録され、バージョン2.0で12曲が追加された。95曲という曲数はシリーズ最多である。
島の評価が星3になると、とたけけは土曜日毎に島を訪れるようになり、18時以降は曲のリクエストを受け付ける。リクエストの内容は特定の曲か、そのときの気分を指定する形で行う。それまでのシリーズ作品と同じく、演奏が終わると演奏した曲のコピーをプレイヤーに与える。土曜日に釣り大会や虫取り大会といったイベントがある場合、1日繰り越して日曜日に島を訪れるが、日曜日にもイベントがある場合は月曜日に訪れる。
博物館の喫茶店でとたけけのamiiboを使用して、とたけけ及びDJ K.Kを呼び出すことができる。
追加コンテンツの『あつまれ どうぶつの森 ハッピーホームパラダイス』では別荘を30件作成した後、砂浜でのパーティーにDJ K.K.として現れて演奏する。

### スピンオフ作品
2006年の『劇場版 どうぶつの森』で登場しており、小栗旬がとたけけ役の声を担当した。ただし、小栗は台詞の声のみ担当し、歌唱シーンではゲーム版の音声が流れた。
『どうぶつの森 ハッピーホームデザイナー』、『どうぶつの森 amiiboフェスティバル』、『どうぶつの森 ポケットキャンプ』といったスピンオフ作品でも登場している。

### 関連商品
多くの関連商品が発売されており、2014年8月にソフトビニールフィギュアが、2015年11月にamiiboフィギュアが、2020年4月にぬいぐるみが、2021年9月にフロッキードールが、2021年11月にマグネットが発売された。
とたけけの曲は各作品のサウンドトラックとして発売された。2001年8月に『どうぶつの森』のサウンドトラック盤として『どうぶつの森 とたけけミュージック』が発売され、2001年10月に『「どうぶつの森」オリジナル・サウンドトラック～とたけけミュージック2』が、2009年4月に『街へいこうよ どうぶつの森 ～森の音楽会～』が、2021年6月に『あつまれ どうぶつの森』のサウンドトラックの一部として『とたけけミュージック集 Instrumental』が発売された。

## どうぶつの森シリーズ以外の登場
2006年、大塚製薬の「オロナミンC 元気ハツラツぅ? キャンペーン」で「元気20人」の1人に選出された。
『大乱闘スマッシュブラザーズX』、『大乱闘スマッシュブラザーズ for Wii U』、『大乱闘スマッシュブラザーズ SPECIAL』では、どうぶつの森をモチーフにしたステージ「すま村」に、土曜日の20:00～翌朝0:00の間に登場。オレ曲セレクトの代わりに彼のライブBGMが流れる。ライブでは、「ペルーのうた」、「ニューオリンズそんぐ」、「アーバンけけ」、「けけウェスタン」、「ユーロビート」、「けけのロケンロール」が演奏される。また、BGMとして、「ゆけ！けけライダー(Xから)」、「けけアイドル(for Nintendo 3DS / Wii Uから)」がアレンジされ収録された。『大乱闘スマッシュブラザーズ for Nintendo 3DS / Wii U』、『大乱闘スマッシュブラザーズ SPECIAL』では、彼のMiiファイターコスチュームが登場した。
『マリオカート8』、『マリオカート8 デラックス』では、どうぶつの森をモチーフにしたコース「どうぶつの森」に登場。コース脇でギターを弾いている。また、彼の弾く曲は季節ごとに違う。
2019年10月にはホログラムの形で『スプラトゥーン』の「ハイカライブ KYOTO MIX」に登場、1曲を歌った。

## 評価

### 2000年代
初登場より人気を集めたキャラクターであり、2001年に任天堂が行った『どうぶつの森』キャラクター人気投票ではとたけけが1位だった。『どうぶつの森+』が発売された後に任天堂が再びキャラクター人気投票を開催したときも1位だった。
2005年には『おいでよ どうぶつの森』での「（音楽）産業の大物たちがぼくの音楽に値段をつけようとするが、ぼくの音楽は無料になりたい」（Those industry fat cats try to put a price on my music, but it wants to be free）という台詞とプレイヤーに音楽のコピーを与える行動が海賊版や違法ダウンロードを奨励するもの、または音楽産業を批判するものとしてブログで拡散され、任天堂のペリン・カプラン（Perrin Kaplan）が「金で売買できない自由人だと言っているにすぎない」（K.K. Slider [...] is saying only that he's a free spirit who cannot be bought and sold for any amount of money）と釈明した。

### 2010年代
Kotakuは2013年にとたけけを「ビデオゲームの犬仲間のなかでもすばらしいキャラクター」（The Most Awesome Video Game Dog Companions）の1人に選出、2019年にはとたけけを「私たちの世代において、最も影響力の強いミュージシャン」（the most influential musician of our generation）と形容した。Polygonは2017年にとたけけをたぬきちに並ぶ「ファンのお気に入り」（fan fave）と形容した。
Nintendo Lifeが2019年に選出した「Nintendo Switch版どうぶつの森で欲しい10の機能」（10 Things We'd Like To See In Animal Crossing On The Switch）ではとたけけのより頻繁な登場が求められた。TheGamerは2019年にどうぶつの森キャラクターのお気に入りランキングでとたけけを1位に選び、とたけけの「のんびりした性格、ポップな音楽、全体的にシックな雰囲気」（his laid-back persona, boppin' music, and his overall groovy vibes）を理由として挙げた。Softonic.comは2019年にとたけけを「ビデオゲームにおけるクールな犬10選」（10 coolest dogs in video games）の1人に選出した

### 2020年代
『あつまれ どうぶつの森』が人気を博した2020年では『ザ・ヴァージ』のキャメロン・フォークナー（Cameron Faulkner）は2020年のお気に入りアーティストにとたけけを選出した。
Nintendo Lifeのアビー・リー・フッド（Abby Lee Hood）はとたけけの曲のリミックスやカバーがYouTubeやInstagramなどのSNSサイトで多数アップロードされたことから、とたけけがゲーム作品を飛び越えて、現実でも人気を得たスターになったと評している。2020年4月には著名アーティストのアルバム・ジャケット写真の主役をとたけけに変えて描きなおすという「とたけけでジャケ写」がTwitterで流行した。